# Le Vignau
Le Vignau é uma comuna francesa na região administrativa da Nova Aquitânia, no departamento Landes. Estende-se por uma área de 11,17 km². Em 2010 a comuna tinha 493 habitantes (densidade: 44,1 hab./km²).